# Grafmonument van Leendert Willem de Leeuw
Het grafmonument van Leendert Willem de Leeuw op de begraafplaats nabij de Kapel in 't Zand is een grafmonument in de Nederlandse stad Roermond. Het is gewaardeerd als rijksmonument.

## Achtergrond
Leendert Willem de Leeuw (Raamsdonk 1890 - Roermond 1943) was bedrijfsleider bij de ENR-fabriek in Roermond. Hij was lid van de NSB. De Leeuw pleegde in 1943 zelfmoord en werd begraven op het 'verloren kerkhof', het ongewijde deel van de begraafplaats.
Bezwaren tegen monumentenstatus
In 1999 werd de gehele begraafplaats door de provincie Limburg voorgedragen als rijksmonument. Zowel de Raad voor Cultuur als het NIOD gaven aan dat het graf van De Leeuw ook bewaard zou moeten blijven. De Raad oordeelde "dat het graf een tastbare herinnering vormt aan een betreurenswaardige episode uit de Nederlandse geschiedenis (...) De tastbare herinneringen aan de daders zijn om begrijpelijke redenen in de jaren na de Tweede Wereldoorlog grotendeels uitgewist. Voor een evenwichtig beeld van de geschiedenis is het evenwel van groot belang ook te beschikken over een voorbeeld van een grafmonument van herkenbaar nationaalsocialistische signatuur, zonder dat daarmee een waardeoordeel in ethische zin uitgesproken wordt." Het CIDI was bang dat het graf zou uitgroeien tot bedevaartsoord. Ook vanuit de gemeente Roermond kwamen bezwaren tegen de bescherming van het graf van De Leeuw. Ondanks de geuite bezwaren werd het grafmonument in 2005 in het register ingeschreven.

## Beschrijving
Het grafmonument bestaat uit een cementen stele met een gestileerde afbeelding in reliëf van een schaal met de Germaanse levensvlam en de driehoek, die beiden verwijzen naar de NSB. Op een kleine zwarte plaquette zijn de naam en levensdata van De Leeuw te lezen.

## Waardering
Het grafmonument werd in 2005 als rijksmonument in het Monumentenregister opgenomen, het heeft "cultuurhistorische waarde als herinnering aan de Nederlandse NSB'ers. Het grafmonument bezit in beperkte mate architectuurhistorische waarde wegens esthetische kwaliteiten van het ontwerp en de ornamentiek. Ensemblewaarde ontleent het object aan de situering op het Oude kerkhof van Roermond en daarmee van belang voor het aanzien van de stad. Het object is ten slotte van algemeen belang wegens de cultuurhistorische en typologische zeldzaamheid."